# 多納·伊莎貝爾·德·勒克斯森肖像
《多納·伊莎貝爾·德·勒克斯森肖像》（Portrait of Doña Isabel de Requesens y Enríquez de Cardona-Anglesola）是一幅大約1518年創作的油畫，此前人們認為作者是喬凡娜·達拉戈納（Giovanna d'Aragona），但有些人認為作者是拉斐爾、朱利奧·羅馬諾或拉斐爾學派。現在通常認為它是由朱利奧·羅馬諾根據拉斐爾的草圖繪製的，然後由拉斐爾修改。這幅畫現藏於巴黎羅浮宮博物館。

## 內容
《那不勒斯總督》肖像畫是紅衣主教貝爾納多·多維齊（Bernardo Dovizi）於1518年代表教皇利奧十世委託拉斐爾為收集美女肖像的法國弗朗索瓦一世繪製的。布朗托姆認為這個描述是指喬凡娜·達拉戈納（Giovanna d'Aragona，1502年–1575年）。1997年的一項研究表明，這個主題實際上是那不勒斯拉蒙·德·卡多納（Ramón de Cardona）的妻子伊莎貝爾·德·雷克森斯（Isabel de Requesens）。拉蒙·德·卡多納在1509年至1522年擔任那不勒斯總督。根據喬爾喬·瓦薩里的說法，拉斐爾派他的一位年輕助手朱利奧·羅馬諾去那不勒斯畫肖像，但是臉部則由拉斐爾負責的。
拉斐爾手中留存的文獻證據證實了朱利奧的存在。臉部確實被改變了；否則瓦薩里的描述也可能適用於另一幅被認為是朱利奧·羅馬諾和拉斐爾合作完成肖像畫《阿拉貢的伊莎貝拉》，內容描繪了米蘭公爵夫人阿拉貢的伊莎貝拉，她也被稱為那不勒斯的伊莎貝拉。
對於誰創作《多納·伊莎貝爾·德·雷克森斯肖像》了這幅畫，人們有不同的看法，很可能被重複用於阿拉貢的伊莎貝拉的肖像； Luitpold Dussler 認為這幅畫完全是朱利奧·羅馬諾的作品。然而，現在人們普遍認為這兩幅肖像畫都是按照拉斐爾的設計繪製的，這兩幅畫被稱為拉斐爾的《吉奧孔達》，因為它們在視覺上參考了達文西的《蒙娜麗莎》，後者已經是弗朗索瓦一世的收藏。阿拉貢的伊莎貝拉肖像也有可能是複製品；收藏該肖像的羅馬的多利亞·潘菲利美術館，將其認為是“拉斐爾”之後才完成的作品。